# Stadtbahn Cagliari
| \| \| -2,6 \| Stazione 13 \| 2026– \| \| \| -2,2 \| Municipio \| 2026– \| \| \| -1,9 \| Darsena \| 2026– \| \| \| -1,5 \| Lussu \| 2026– \| \| \| \| \| \| \| \| \| (Piazza Marco Polo) \| (geplant) \| \| \| \| (Piazza Manlio Scopigno) \| (geplant) \| \| \| \| (Unipol Domus) \| (geplant) \| \| \| \| (Via Libeccio) \| (geplant) \| \| \| \| (Marina Picola) 3 \| (geplant) \| \| \| -0,9 \| Bonaria \| 2026– \| \| \| -0,5 \| San Saturnino \| 2026– \| \| \| 0,00 \| Repubblica 1 \| Repubblica 1 \| \| \| 0,64 \| Gennari \| Gennari \| \| \| 1,49 \| Genneruxi \| Genneruxi \| \| \| 2,42 \| Mercalli \| Mercalli \| \| \| 3,42 \| Vesalio \| Vesalio \| \| \| 4,17 \| Città Mercato \| Città Mercato \| \| \| 4,62 \| Monserrato-Pirri \| –2004 \| \| \| 4,80 \| Caracalla \| Caracalla \| \| \| \| ab hier eingleisig \| \| \| \| 5,26 \| Ausweichgleis \| Ausweichgleis \| \| \| 5,55 \| Redentore \| Redentore \| \| \| 5,78 \| Ausweichgleis \| Ausweichgleis \| \| \| \| \| \| \| \| \| bis hier eingleisig \| \| \| \| 6,300,0 \| San Gottardo 2 Monserrato–Isili \| San Gottardo 2 Monserrato–Isili \| \| \| 0,29 \| Monserrato \| –2022 \| \| \| 0,65 \| Selargius Camelie \| 2018– \| \| \| 0,79 \| Selargius \| –2012 \| \| \| 6,95 \| Dell'Argine \| 2015– \| \| \| 7,39 \| \| (Bauvorleistung) \| \| \| 8,06 \| Policlinico/Università 1 \| 2015– \| \| \| \| \| \| \| \| 4,25 \| Settimo San Pietro 2 \| 2015– \| \| \| \| nach Isili \| \| |         |                                 |                                 |
| U-Bahn-Kopfbahnhof Streckenanfang (Strecke außer Betrieb) | -2,6    | Stazione 13                     | 2026–                           |
| U-Bahn-Haltepunkt / Haltestelle (Strecke außer Betrieb) | -2,2    | Municipio                       | 2026–                           |
| U-Bahn-Haltepunkt / Haltestelle (Strecke außer Betrieb) | -1,9    | Darsena                         | 2026–                           |
| U-Bahn-Haltepunkt / Haltestelle (Strecke außer Betrieb) | -1,5    | Lussu                           | 2026–                           |
| U-Bahn-Strecke von links (außer Betrieb) · U-Bahn-Abzweig geradeaus und nach rechts (Strecke außer Betrieb) |         |                                 |                                 |
| U-Bahn-Haltepunkt / Haltestelle (Strecke außer Betrieb) · U-Bahn-Strecke (außer Betrieb) |         | (Piazza Marco Polo)             | (geplant)                       |
| U-Bahn-Haltepunkt / Haltestelle (Strecke außer Betrieb) · U-Bahn-Strecke (außer Betrieb) |         | (Piazza Manlio Scopigno)        | (geplant)                       |
| U-Bahn-Haltepunkt / Haltestelle (Strecke außer Betrieb) · U-Bahn-Strecke (außer Betrieb) |         | (Unipol Domus)                  | (geplant)                       |
| U-Bahn-Haltepunkt / Haltestelle (Strecke außer Betrieb) · U-Bahn-Strecke (außer Betrieb) |         | (Via Libeccio)                  | (geplant)                       |
| U-Bahn-Kopfbahnhof Streckenende (Strecke außer Betrieb) · U-Bahn-Strecke (außer Betrieb) |         | (Marina Picola) 3               | (geplant)                       |
| U-Bahn-Haltepunkt / Haltestelle (Strecke außer Betrieb) | -0,9    | Bonaria                         | 2026–                           |
| U-Bahn-Haltepunkt / Haltestelle (Strecke außer Betrieb) | -0,5    | San Saturnino                   | 2026–                           |
| U-Bahn-Kopfbahnhof Strecke bis hier außer Betrieb | 0,00    | Repubblica 1                    | Repubblica 1                    |
| U-Bahn-Haltepunkt / Haltestelle | 0,64    | Gennari                         | Gennari                         |
| U-Bahn-Haltepunkt / Haltestelle | 1,49    | Genneruxi                       | Genneruxi                       |
| U-Bahn-Haltepunkt / Haltestelle | 2,42    | Mercalli                        | Mercalli                        |
| U-Bahn-Haltepunkt / Haltestelle | 3,42    | Vesalio                         | Vesalio                         |
| U-Bahn-Haltepunkt / Haltestelle | 4,17    | Città Mercato                   | Città Mercato                   |
| ehemaliger U-Bahn-Haltepunkt / Haltestelle mit Eisenbahn | 4,62    | Monserrato-Pirri                | –2004                           |
| U-Bahn-Haltepunkt / Haltestelle | 4,80    | Caracalla                       | Caracalla                       |
| U-Bahn-Strecke |         | ab hier eingleisig              | ab hier eingleisig              |
| U-Bahn-Blockstelle | 5,26    | Ausweichgleis                   | Ausweichgleis                   |
| U-Bahn-Haltepunkt / Haltestelle | 5,55    | Redentore                       | Redentore                       |
| U-Bahn-Blockstelle | 5,78    | Ausweichgleis                   | Ausweichgleis                   |
| U-Bahn-Strecke von links · U-Bahn-Abzweig geradeaus, ehemals nach rechts und von rechts |         |                                 |                                 |
| U-Bahn-Strecke · U-Bahn-Strecke |         | bis hier eingleisig             | bis hier eingleisig             |
| U-Bahn-Strecke · U-Bahn-Bahnhof | 6,300,0 | San Gottardo 2 Monserrato–Isili | San Gottardo 2 Monserrato–Isili |
| ehemaliger U-Bahn-Bahnhof mit Eisenbahn · U-Bahn-Strecke Anfang Hochstrecke | 0,29    | Monserrato                      | –2022                           |
| U-Bahn-Haltepunkt / Haltestelle · U-Bahn-Strecke | 0,65    | Selargius Camelie               | 2018–                           |
| ehemaliger U-Bahn-Haltepunkt / Haltestelle mit Eisenbahn · U-Bahn-Strecke | 0,79    | Selargius                       | –2012                           |
| Strecke mit U-Bahn · U-Bahn-Haltepunkt / Haltestelle | 6,95    | Dell'Argine                     | 2015–                           |
| Strecke mit U-Bahn · ehemaliger U-Bahn-Haltepunkt / Haltestelle | 7,39    |                                 | (Bauvorleistung)                |
| Strecke mit U-Bahn · U-Bahn-Kopfbahnhof Ende Hochstrecke | 8,06    | Policlinico/Università 1        | 2015–                           |
| Abzweig geradeaus und nach links · Strecke von rechts |         |                                 |                                 |
| U-Bahn-Kopfbahnhof Streckenende · Strecke | 4,25    | Settimo San Pietro 2            | 2015–                           |
| Strecke |         | nach Isili                      | nach Isili                      |

Die Stadtbahn von Cagliari, offizieller Name MetroCagliari, ist eine Stadtbahn in der sardischen Stadt Cagliari. Sie wird als Metropolitana leggera (leichte Metro) eingestuft. Als Teil der sardischen Schmalspurbahn Ferrovie della Sardegna (FdS) hat sie auch deren Spurweite von 950 Millimetern. Der Ausbau zur Stadtbahn wurde vom EU-Strukturfonds gefördert. Die erste Ausbaustufe, eine 6,5 Kilometer lange, eingleisige Strecke mit sieben Zwischenstationen von der Station Piazza Repubblica nach Monserrato San Gottardo ging im März 2008 in Betrieb. Sie wurde ab 2004 auf einem bis dahin zweigleisigen Abschnitt der Bahnstrecke Cagliari–Isili aus dem Jahr 1888 gebaut. Heute umfasst das Netz zwei Linien mit gut 12 Kilometern Streckenlänge und 13 Haltestellen.

## Geschichte

### Historisches Straßenbahnnetz
Cagliari hatte bereits von 1893 bis 1973 ein eigenes Straßenbahnsystem, die Rete tranviaria di Cagliari. In seiner größten Ausdehnung hatte es sechs Linien. Ihr Niedergang, der nach dem Zweiten Weltkrieg begann, führte schließlich dazu, dass sich der Straßenbahnbetrieb auf die Strecke von Cagliari zum beliebten Strand von Poetto beschränkte. Diese Linie verkehrte am 17. November 1973 zum letzten Mal.
Die erste Dampfstraßenbahn in Cagliari wurde vom ligurischen Unternehmer Luigi Merello ins Leben gerufen, nach dem später die gleichnamige Allee benannt wurde. Sie bestand aus einer Linie, die vom Bahnhof Cagliari über Pirri, Monserrato, Selargius und Quartucciu nach Quartu Sant'Elena führte. Die Eröffnung fand am 2. September 1893 unter großem Jubel in den durchfahrenen Städten statt. Der Betrieb wurde der Società Strade Ferrate del Campidano (SSFC) übertragen, die 1892/93 von Merello selbst gegründet wurde. Im Mai 1906 kam es in der Region zu sozialen Unruhen, die sich auch auf den Straßenbahnbetrieb auswirkten. Gleise wurden entfernt, die im Depot Quartu Sant'Elena untergebrachten Fahrzeuge wurden beschädigt oder zerstört, einige Straßenbahnwagen wurden von arbeitslosen Hafenarbeitern und Arbeitern ins Meer geworfen und das gesamte System brannte nieder. Nach Abschluss der notwendigen Sanierungsarbeiten wurde der Betrieb erst am 1. Januar 1907 wieder aufgenommen.

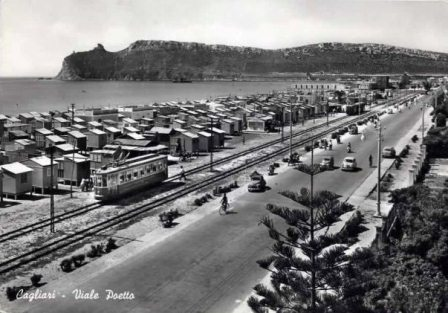
Die Straßenbahn zum Poetto-Strand

Im Jahr 1911 erwarb Amsicora Capra die Anteile der SSFC, um den Transport der in ihren Fabriken produzierten Weine und des berühmten Birra Ichnusa zum Hafen von Cagliari zu erleichtern. Gleichzeitig nahm das Unternehmen den Namen Tramvia del Campidano an, der 1913, als der Service bis zum Strand von Poetto erweitert wurde, erneut in Tramvia del Campidano e del Poetto geändert wurde. Am 21. Juli 1912 erhielt die Società Elettrica Sarda (SES) von der Gemeinde Cagliari die Konzession für drei städtische Straßenbahnlinien. Am darauffolgenden 20. Dezember reichte sie beim Staat den entsprechenden Konzessionsantrag ein und unterzeichnete am 29. desselben Monats das Lastenheft. Mit dem Königlichen Dekret Nr. 226 vom 18. Februar 1915 wurde die Konzession direkt an die SES vergeben. Der Betrieb wurde anschließend der neu gegründeten Società Anonima Tranvie della Sardegna. Das städtische elektrische Straßenbahnnetz, dessen Bau der SES bewilligt wurde, umfasste drei Linien:
- Linie 1: Piazza Municipio–Via Pietro Martini–Piazza Indipendenza–Piazza Arsenale–Viale Giardini Pubblici–Viale Regina Elena–Piazza Costituzione–Piazzetta Martiri–Via Manno–Largo Carlo Felice–Via Roma–Piazza XX Settembre
- Linie 2: Via Garibaldi–Piazza Costituzione–Piazzetta Martiri–Via Manno–Piazza Yenne–Corso Vittorio Emanuele–Viale Sant'Avendrace
- Linie 3: Piazza XX Settembre–Viale Bonaria–Traversa Bonaria

Am 27. Februar 1915 wurden die Linien 1 und 2 in Betrieb genommen, die Linie 3 wurde 1925 als Verbindung zwischen der Poetto-Straßenbahn und der Via Roma auf der Portikusseite und nicht als eigenständige Linie in Betrieb genommen.
Die Elektrifizierung der Linie nach Quartu Sant'Elena, als Campidano-Linie bekannt, die nun mit der städtischen Linie vereinigt war, schritt zügig voran und die Arbeiten wurden 1929 abgeschlossen, 1930 begann der elektrische Betrieb. Bis 1936 wurde die Strecke vom Bahnhof FS nach San Mauro doppelgleisig ausgebaut. Der Zweite Weltkrieg verursachte schwere Schäden am Netz, nach den Bombenangriffen im Februar 1943 mussten die städtischen Linien und die Poetto-Linie eingestellt werden, die Campidano-Linie wurde auf den Abschnitt von Quartu Sant'Elena nach Cagliari San Mauro beschränkt und im Mai ebenfalls eingestellt. Am 3. Februar 1944 fuhr mit Wagen Nr. 22 ein erster Betriebsversuch auf dieser letzten Linie, zunächst nach San Mauro, dann zur Piazza Garibaldi, wodurch die Arbeiter des Campidano die Stadt wieder erreichen konnten, und zu Beginn der Sommersaison wieder zum Bahnhof. Bis Anfang 1945 wurden auch die anderen Strecken erneut in Betrieb genommen.

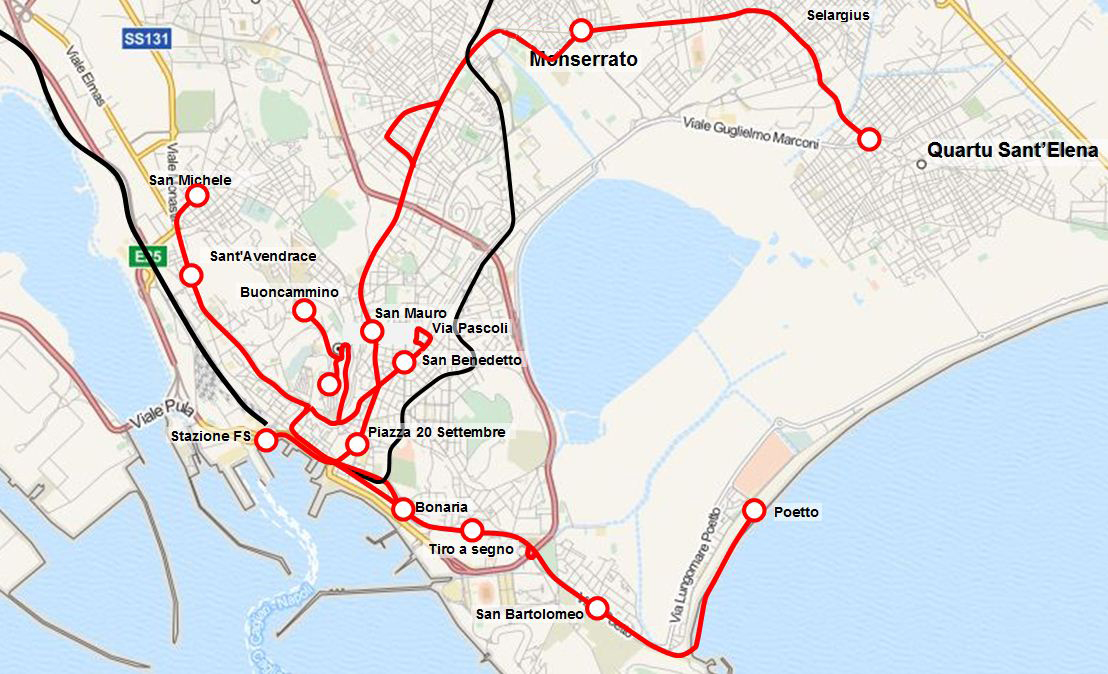
Das Straßenbahnnetz in den 1940er Jahren

Im August 1947 wurde das Netz in 6 Linien gegliedert, die maximale Ausdehnung, die das Cagliari-Netz erreichte:
- Linie 1: San Benedetto–Sant'Avendrace
- Linie 2: San Mauro–Bacaredda–Piazza Garibaldi–Via Sonnino–Via Roma–Largo Carlo Felice–Piazza Yenne
- Linie 3: Piazza Yenne–Largo Carlo Felice–Via Roma–Via Sonnino–Piazza Garibaldi–Via Garibaldi–Piazza Costituzione–Viale Regina Elena
- Linie 4: Piazza Yenne–Largo Carlo Felice–Via Roma–Viale Diaz–Tiro a Segno
- Campidano-Linie Cagliari–Quartu Sant'Elena
- Poetto-Linie

1952 wurde ein neues Depot mit Werkstatt eröffnet, am 31. Juli 1955 die Poetto-Linie vom Hippodrom zum Marinekrankenhaus verlängert. Die Campidano-Linie wurde im Hinblick auf die spätere Stilllegung der eingleisigen Strecke von Selargius nach Quartucciu durch die neue Straßenbahnlinie Monserrato ergänzt. Die innerstädtische Strecke entsprach der Strecke nach Quartu, mit einer außerstädtischen Endstation nahe der Kreuzung zwischen der Via Riu Mortu und dem Ende der Via Zuddas. Ab dem 6. Dezember 1959 hieß die Straßenbahnlinie nach Monserrato einfach „M“ und hatte eine außerstädtische Endstation mit Kehrschleife, nur wenige Schritte vom ehemaligen Militärflughafen entfernt. In Pirri fuhren die Wagen nach Monserrato über Riva Villasanta, während sie auf dem Rückweg nach Piazza Italia über Santa Maria Chiara fuhren. Im selben Jahr wurde neben einem Plan zur Rationalisierung des außerstädtischen Verkehrs auch die Anschaffung neuer Straßenbahnwagen und die Verlängerung der Poetto-Linie beschlossen. Infolgedessen wurde am 11.& November 1961 der seit 1893 eingleisige Abschnitt von Selargius nach Quartu Sant'Elena stillgelegt und am 20. Juni 1963 wurde auch der Betrieb zwischen Monserrato und Selargius eingestellt, wodurch die Campidano-Linie entfiel.
Im Zuge der nationalen Politik, die auf eine schrittweisen Abbau der Schieneninfrastruktur abzielte, wurde STS 1967 von der Gemeinde Cagliari, der Provinz Cagliari und der Gemeinde Quartu Sant'Elena übernommen. Aus der Fusion von STS und dem Consorzio Trasporti Pubblici (CTP) entstand die Azienda Consorziale Trasporti (ACT). Das geplante Modernisierungsprogramm der Poetto-Linie, das bereits 1955 und 1959 genehmigt worden war und die Verlängerung der Linie sowie die Lieferung von zwei neuen Fahrzeugen für 52,5 Millionen Lire wurde daraufhin aufgegeben. Stattdessen wurde beschlossen, die Linie vollständig durch Doppeldeckerbusse zu ersetzen. Mit Beginn der Betriebes durch ACT setzte sich das Netz wie folgt zusammen:
- Linie 1: Piazza San Michele–Piazza Pascoli/Michelangelo
- Linie 4: Piazza Matteotti–Caserme Funzionali
- Linie M: Piazza San Michele–Monserrato
- Linie P: Piazza Matteotti–Ospedale Marino/Poetto

Die letzte städtische Straßenbahnlinie, die Nr. 1, stellte am 13. Juli 1968 ihren Betrieb ein und wurde am folgenden Tag durch einen Busverkehr ersetzt. Gleichzeitig wurde die Linie 4 mit der Linie P zusammengelegt, die im städtischen Abschnitt bis S. Bartolomeo vollständig der Route der Nr. 4 folgte, und die Linie M verlegte ihre westliche Endstation zurück zur Piazza Matteotti (FS-Station). Die Linie. M nach Monserrato wurde im Dezember 1971 endgültig stillgelegt. Nur der Abschnitt Bahnhof–Piazza Amendola–Viale Ciusa (Depot) blieb in Betrieb und diente der Aus- und Rückfahrt der Wagen nach Poetto. Das erste Straßenbahnnetz in Cagliari stellte am Samstag, dem 17. November 1973, seinen Betrieb mit der letzten Nachtfahrt auf der einzigen verbliebenen Linie nach Poetto ein.

### Neubauprojekt Stadtbahn
Mitte der 1990er Jahre kam es zur die Beauftragung der Ferrovie della Sardegna (FdS) zur Ausarbeitung eines Stadtbahnprojekts für den Großraum Cagliari. 1996 legte die FdS einen ersten Entwurf für eine Ringverbindung im Westen der Gemeinde vor, mit der Absicht, in einer späteren Phase die Trasse eines zweiten Rings zur Anbindung des östlichen Hinterlandes von Cagliari festzulegen.
Im Laufe der Jahre wurden zahlreiche Projektänderungen vorgenommen, sodass erst im Januar 2003 mit dem Bau der ersten Linie des Projekts begonnen werden konnte. Dabei handelte es sich um den Abschnitt Piazza Repubblica–Monserrato (Via San Gottardo), was mit einer Umstellung des städtischen Abschnitts der Cagliari-Isili-Bahnstrecke auf Stadtbahnbetrieb einherging. Der Bau der Linie wurde von der Region Sardinien und der Europäischen Union mit insgesamt 33 Millionen Euro co-finanziert. Im Rahmen der Finanzierung wurden auch die Straßenbahnwagen gekauft, das Centro Rimessa e Manutenzione (CRM, das Betriebswerk mit Depot Monserrato) sowie die Endstation in Cagliari an der Piazza Repubblica errichtet, an der sich auch die Verwaltung der Stadtbahn befinden.
Die Bauarbeiten an der Linie 1 begannen im Juni 2004 und wurden im Mai 2007 abgeschlossen. In den darauffolgenden Monaten begann der Vorbetrieb der Linie, die schließlich am 17. März 2008 als Metropolitana leggera (leichte Metro) eingestufte Stadtbahn mit neun Haltestellen eröffnet wurde: Repubblica, Gennari, Genneruxi, Mercalli, Versalio, Centro Commerciale, Caracalla, Redentore und Gottardo.
Bereits die ursprünglichen Planungen sehen eine schrittweise Erweiterung des Netzes auf vier Linien vor. Deshalb wurden schon im selben Jahr im Einvernehmen zwischen der Region und den Gemeinden wichtige Änderungen an den weiteren Streckenführungen vorgenommen, die in den Folgejahren insbesondere im Hinblick auf die Stadtbahndurchfahrt im Zentrum von Cagliari weiter angepasst wurden.

#### Verlängerung San Gottardo–Policlinico

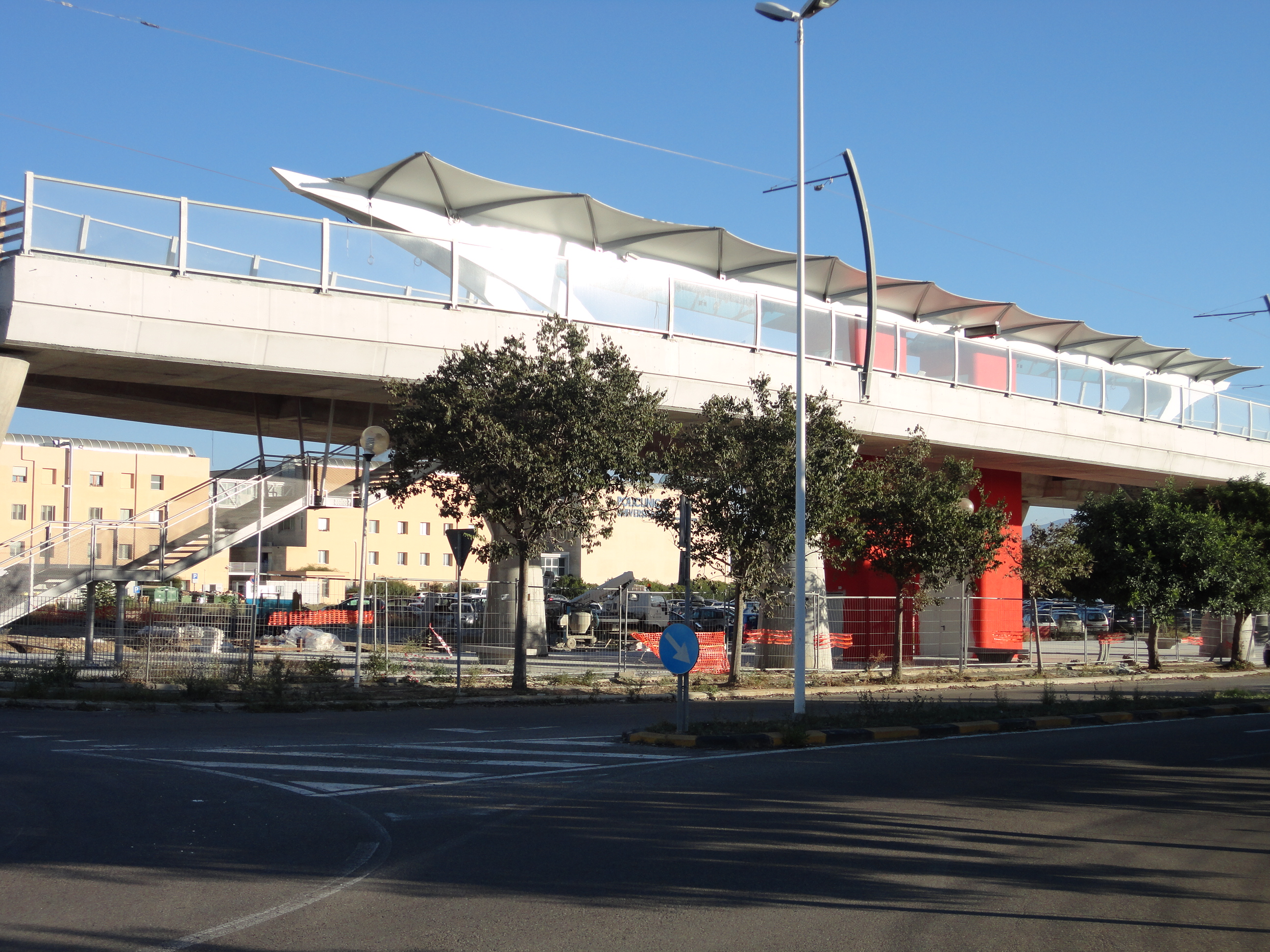
In Bau befindliche Endstelle Policlinico (Oktober 2013)

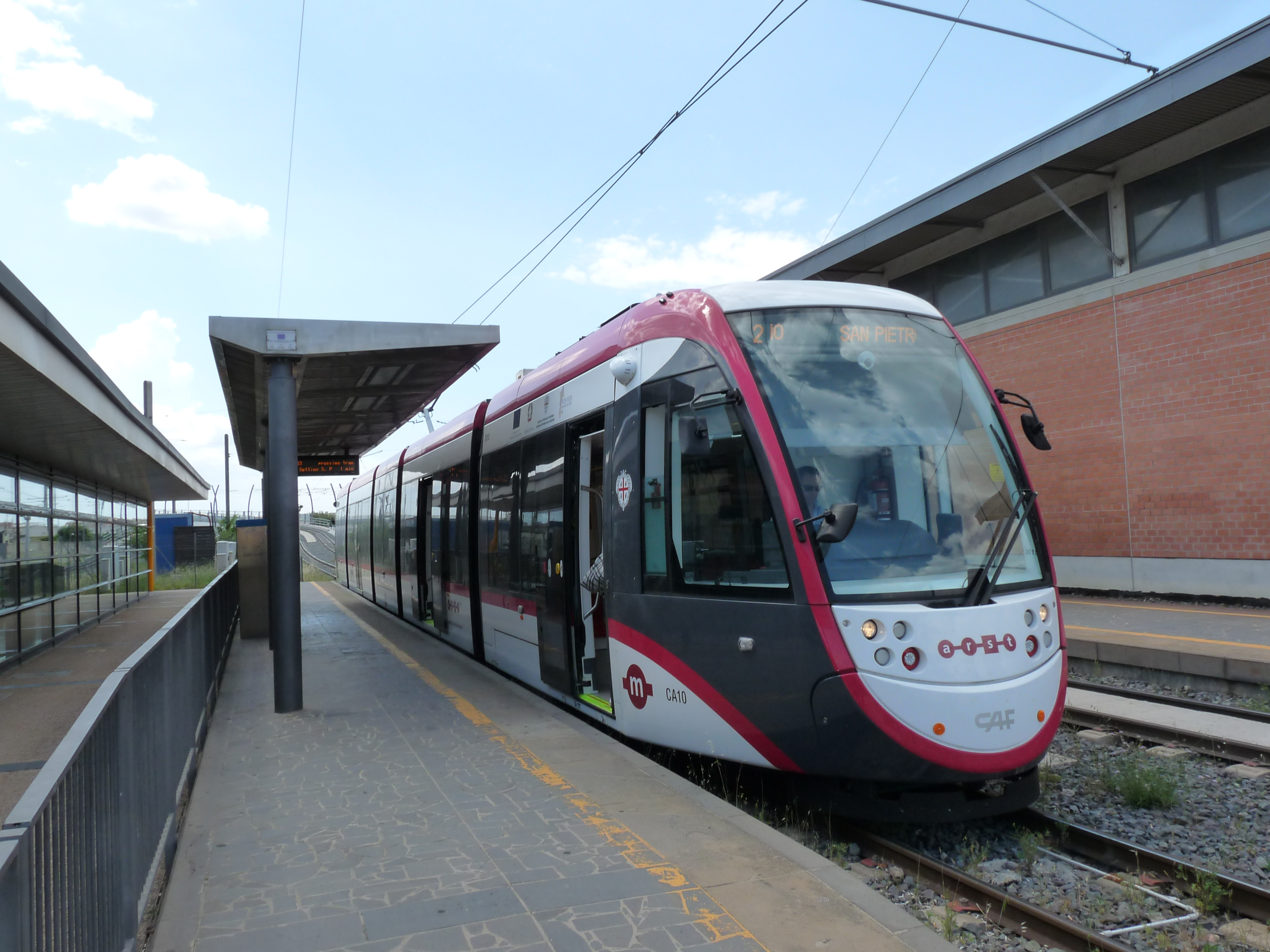
Tram CAF an der Haltestelle San Gottardo

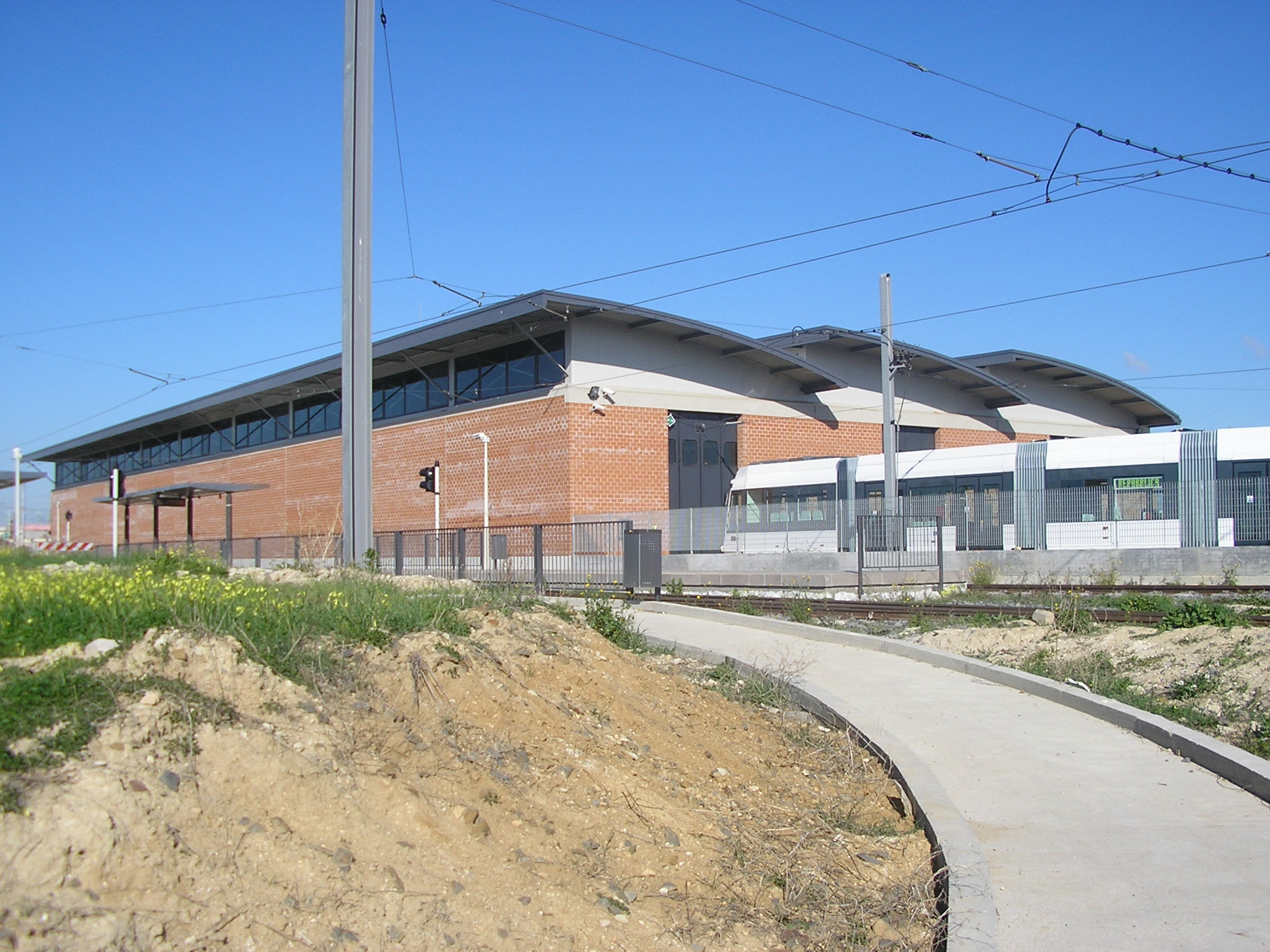
Betriebshof Monserrato

Die für 2011 geplante Inbetriebnahme der Verlängerung Gottardo–Policlinico wurde am 14. Februar 2015 in Betrieb genommen. Sie ist 1950 Meter lang, von denen 1750 Meter auf einer aufgeständerten Trasse verlaufen. Ursprünglich war eine Eröffnung Ende 2011 vorgesehen. Die Investitionskosten für die Realisierung dieser Strecke betrugen 20 Millionen Euro. Für den Bau wurde ein Teil der Trasse der nie realisierten Eisenbahn Monserrato – San Paolo genutzt, um dann über eine Brücke über die Nationalstraße 554 das Universitätsklinikum und den Universitätscampus zu erreichen. Auf diesem Streckenabschnitt wird der Zwischenhalt Dell'Argine bedient.
Die Fahrzeit für diesen Abschnitt beträgt vier Minuten. Bis auf die ersten und letzten Kurse wurden alle Fahrten mit der Eröffnung des neuen Abschnitts von San Gottardo zur neuen Endstelle Policlinico/Università verlängert.

#### Verlängerung San Gottardo–Settimo San Pietro
Die Eisenbahnstrecke San Gottardo–Settimo San Pietro wurde elektrifiziert und wird seit dem 3. April 2015 mit Stadtbahnwagen bedient. Am 21. April 2018 wurde die Haltestelle Selargius Camelie eröffnet, die sich knapp 200 Meter vor dem früheren Haltepunkt Selargius der Schmalspurbahn befindet und über einen Park-and-Ride-Parkplatz mit rund 100 Stellplätzen verfügt.

#### Verlängerung Piazza Repubblica–Piazza Matteotti
Im Jahr 2012 wurde bekanntgegeben, dass die nächste Erweiterung der Stadtbahn am stadtseitigen Ende durch das Zentrum bis zum Bahnhof an der Piazza Matteotti führen soll. Noch im selben Jahr sollte die Vorentwurfsplanung erfolgen. Die Baukosten wurden damals auf 24 Millionen Euro geschätzt. Die 2,5 Kilometer lange Strecke soll von der Piazza Repubblica entlang der Via Dante, dem Viale Cimitero, der Piazza Madre Teresa di Calcutta, dem Viale Diaz und der Via Roma bis zur Piazza Matteotti verlaufen. Die Eröffnung sollte in zwei Stufen erfolgen. Der erste Bauabschnitt von der Piazza Repubblica bis zur Piazza Madre Teresa di Calcutta sollte bis zum Ende des Jahres 2015 fertiggestellt werden. Die Eröffnung der Gesamtstrecke bis zum Bahnhof war für 2017 geplant.
Tatsächlich erfolgte die Vorlage des Projektplanes dann im Februar 2016 und weitere drei Jahre später lag erst die endgültige Planung genehmigt vor. Die Bauarbeiten hätten im Oktober desselben Jahres beginnen und 2021 abgeschlossen sein sollen. Im Laufe des Jahres 2020 wurden sie jedoch, nur zum Teil aufgrund der Corona-Pandemie, verschoben und am 17. Dezember 2020 wurde bekannt gegeben, dass die Arbeiten nunmehr am 16. Januar 2021 beginnen sollen und 2023 fertig gestellt sind. Aufgrund weiterer Probleme war tatsächlicher Baustart jedoch erst am 26. März 2021 und die Arbeiten sollten daraufhin 2024 abgeschlossen sein. Im Juni 2025 ist die Strecke noch nicht fertig gestellt und es liegen keine offiziellen Informationen zum Stand der Arbeiten oder ein verlässlicher Fertigstellungstermin vor.
Im Rahmen des Projektes wurde auch die bestehende Strecke Repubblica–Caracalla ertüchtigt. Es wurde durchgehend ein zweites Gleis verlegt und die bisher noch eingleisige Station Centro Commerciale entsprechend umgebaut. Außerdem wurde im vorerst eingleisig verbleibenden Abschnitt Caracalle–Redentore ein weiteres Ausweichgleis errichtet und im gesamten Abschnitt die Sigal- und Sicherungstechnik erneuert. Dazu wurde seit 1. Januar 2023 der Abschnitt zwischen den Bahnhöfen Repubblica und San Gottardo im Gleiswechselbetrieb befahren, ab Anfang 2024 gab es einen Schienenersatzverkehr mit Bussen. Nachdem alle Infrastrukturarbeiten abgeschlossen sind, laufen seit 13. Mai 2025 die technischen Tests und Erprobungen. Für die Wiedereröffnung des vollen Betriebes zwischen Repubblica und San Gottardo wurde ein konkretes Datum noch nicht benannt.

## Liniennetz

### Linie 1
Die Linie 1 verbindet seit der Eröffnung der nördlichen Verlängerung am 14. Februar 2015 die Piazza Repubblica in Cagliari mit Universitätsklinikum und Universitätscampus in Monserrato und umfasst elf Haltestellen. Sie war bis 2025 eingleisig mit Ausnahme der Abschnitte Piazza Repubblica–Largo Gennari und Città Mercato–Via Caracalla; außerdem gab es an allen Haltestellen Ausweichen mit Ausnahme der Stationen Città Mercato und Redentore.
Die Linie 1 wird werktags von 6 bis 23 Uhr betrieben. Von 6:26 Uhr bis 21:16 Uhr (Abfahrt ab Klinikum) wird ein 10-Minuten-Takt angeboten, bei dem fünf Kurse im Einsatz sind. Zu den restlichen Zeiten verkehrt alle 20 Minuten eine Bahn, wobei mit drei Umläufen gefahren wird. An Sonn- und Feiertagen verkehrt von 7 bis 21 Uhr alle 20 Minuten ein Zug. Die Fahrzeit für die Gesamtstrecke beträgt 22 Minuten.

### Linie 2

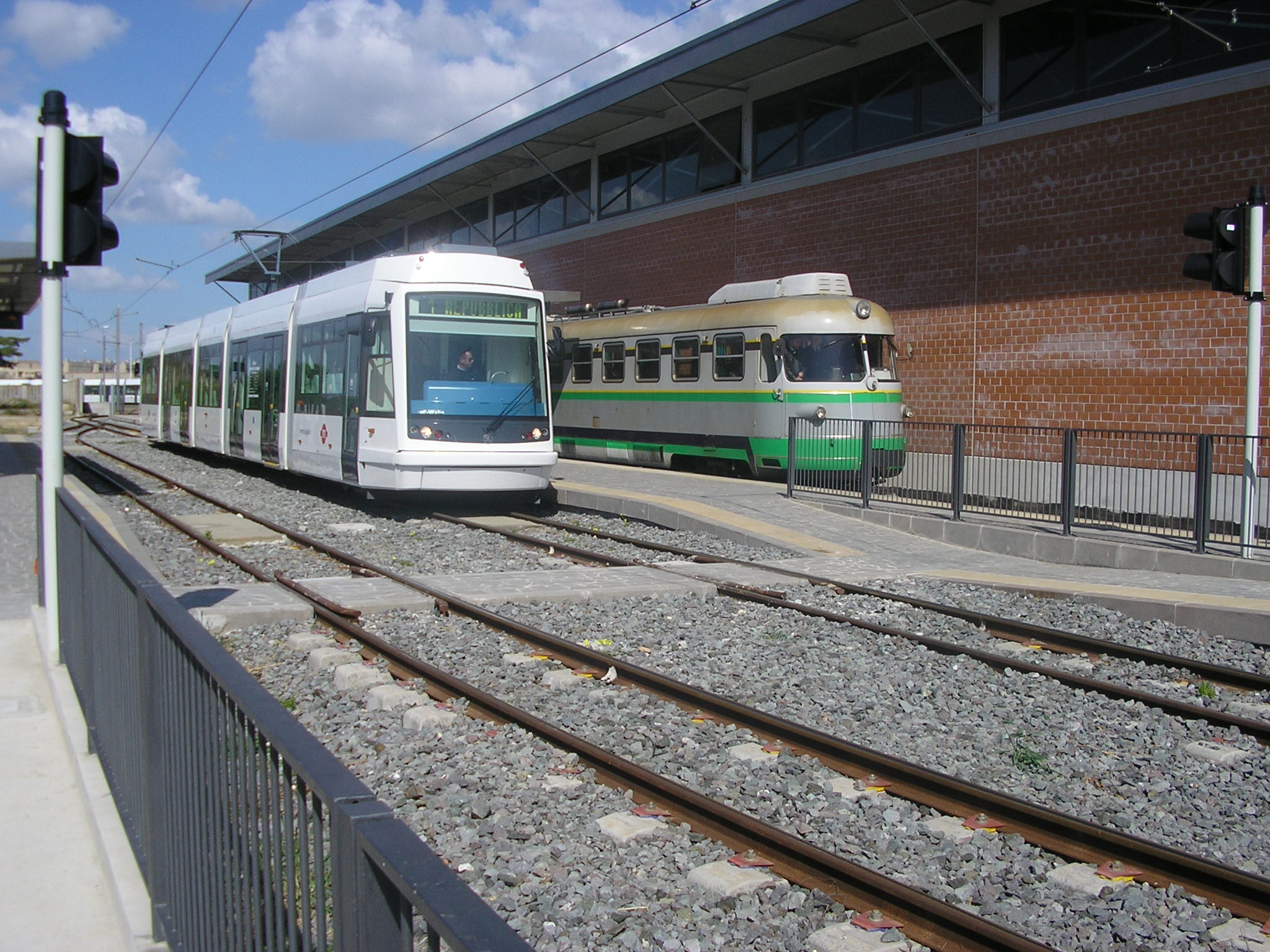
Anschluss in San Gottardo an die Schmalspurbahn nach Isili (2008)

Die Linie 2 führt auf einer Strecke von 4,25 Kilometern von San Gottardo mit einem Zwischenhalt in Selargius Camelie nach Settimo San Pietro. Auf der eingleisigen Strecke verkehren auch die dieselbetriebenen Züge nach Mandas und Isili. Werktags verkehrt die Linie 2 von 6 bis 21 Uhr, sonntags von 7:30 bis 20:30 Uhr. An Werktagen wird kein durchgehender Taktverkehr angeboten: die Intervalle schwanken zwischen 20 und 60 Minuten, da für die gleiche Relation auch die Eisenbahnzüge genutzt werden können. Sonntags wird ein ganztägiger 20-Minuten-Takt angeboten, da dann die Stadtbahn das einzige Verkehrsmittel auf der Strecke ist. Die Fahrzeit beträgt 6 Minuten.

## Fahrzeuge
Der Fuhrpark besteht aktuell aus neun Gelenkstraßenbahnwagen des Typs 06T von Škoda sowie drei etwas längeren Gelenktriebwagen des Typs Urbos 100 von CAF.
Die erste Fahrzeuglieferung bestand aus sechs Einheiten des Typs Škoda 06T, die von der FdS 2004 bestellt und vor der Eröffnung der Linie 1 im Laufe von 2006 und 2007 ausgeliefert wurden. Sie sind die erste Baureihe von Škodas „Elektra“-Familie und basieren auf dem Prototypen 05T „Vektra“. Es handelt sich um fünfteilige, sechsachsige Multigelenkwagen mit seinerzeit neuartigen Niederflur-Triebdrehgestellen und einem Niederfluranteil von 65 Prozent. Ein Triebwagen ist 29,49 Meter lang, 2,46 Meter breit und wiegt leer 37,7 Tonnen. Die Antriebsgesamtleistung von 460 Kilowatt ermöglicht eine Höchstgeschwindigkeit von 70 Stundenkilometern. Die vollklimatisierten sowie mit Außen- und Innen-Videoüberwachung ausgestatteten Zweirichtungsfahrzeuge bieten je 280 Fahrgästen Platz, davon 42 auf festen sowie vier auf Klappsitzen. Die sechs Fahrzeuge kosteten 13,1 Millionen Euro. Der erste 06T für Cagliari wurde im September 2006 auf der InnoTrans in Berlin erstmals öffentlich vorgestellt. Anschließend fanden von Mitte Oktober bis zum 12. November mit einem Wagen Probe- und Einstellfahrten auf dem Meterspurnetz in Bratislava statt. Bereits Anfang 2006 wurden aus der Option drei weitere Fahrzeuge im Wert von 6,5 Millionen Euro bestellt und noch vor Inbestriebnahme des Systems ausgeliefert. Die insgesamt neun 06T sind mit den Betriebsnummern CA01–CA09 eingestellt.
Im Juli 2013 erhielt CAF den Auftrag für die Lieferung von drei Gelenkwagen vom Typ Urbos 100 aus der Baureihe Urbos 3 im Wert von 7,7 Millionen Euro mit einer Option auf sechs weitere Fahrzeuge. Diese Fahrzeuge wurden 2016/2017 gebaut und am 21. April 2018 in Betrieb genommen. Es sind fünfgliedrige, sechsachsige, vollständig niederflurige Gelenkwagen mit 33,10 Metern Länge, sie sind vollklimatisiert und haben Videoüberwachung. Die drei Fahrzeuge sind mit den Betriebsnummern CA10–CA12 eingestellt.

## Unfälle
Am 19. Januar 2016 stießen im eingleisigen Abschnitt in der Nähe der Station „Centro commerciale“ zwei Stadtbahnen frontal zusammen. Zahlreiche Schüler wurden verletzt, vier von ihnen schwer.